# Disfida di Buratto
La Disfida di Buratto è una composizione poetica in tre ottave, letta dall'Araldo della Giostra del Saracino di Arezzo al termine del Corteo storico della manifestazione.
La Giostra rievoca i tempi in cui i cavalieri cristiani difendevano l'Europa dall'avanzata musulmana: la Disfida di Buratto è appunto una sorta di dichiarazione di guerra che Buratto, nella Giostra presentato come "Re delle Indie", lancia alla città di Arezzo.
Nel giorno della Giostra in piazza Grande, di fronte a tutte le rappresentanze cittadine militaresche in costume schierate l'Araldo lancia la sfida scandendo le parole di quello che è ormai divenuto un componimento assai popolare tra gli aretini, tanto che essi pronunciano a gran voce l'ultimo verso («Al campo! Alla battaglia! All'armi! All'armi!»).
In risposta alla Disfida, il Maestro di Campo (la massima autorità sulla lizza di Piazza Grande) ordina ai balestrieri dei 4 Quartieri aretini di impugnare le rispettive balestre e di scagliare al cielo una freccia ciascuno, nel mentre loro insieme a tutta la piazza gridano: «Arezzo!», in segno di devozione verso la città e di accettazione della sfida. Di lì a poco hanno inizio le carriere dei giostratori, i quali galoppano, lancia in resta, contro l'automa che appunto rappresenta Buratto Re delle Indie.
La Disfida, il cui autore è ignoto, è scritta in italiano volgare trecentesco. Le fonti bibliografiche parlano della Disfida a partire almeno dal 1677.
Testo della Disfida:
Non più d'usati onori aure cortesi
spingon, o Castro, il piede a' tuoi contorni.
Sol quest'usbergo e rilucenti arnesi
premon le membra a vendicar gli scorni.
I magnanimi spirti a torto offesi,
lungi dal trionfar, odiano i giorni.
Con questo del flagel più grave pondo,
giuro atterrir, giuro atterrare il mondo.
Oggi provar t'è forza, empio arrogante,
che merte sol vers'i Tartarei chiostri,
un falso traditor volga le piante
e del suo sangue il suo terreno inostri.
Ogni patto aborrisco e da qui avante
vesto la spoglia de' più orrendi mostri.
Troppo infiamma il mio cuor giusta vendetta,
onde sol morte e gran ruine aspetta.
Oggi vedrai, s'al nuovo campo ascendi,
s'al tuo folle vantar sian l'opre uguali.
Prendi pur l'asta e fra tue strage apprendi
l'armi di un falso ardir quanto sian frali.
Manda chi più t'aggrada e solo attendi,
da troppo irata man, piaghe mortali.
Non più parole, omai, vo' vendicarmi:
al campo! Alla battaglia! All'armi! All'armi!"
Bibliografia
- "Il sempre innocente", "Feste celebrate in Arezzo l'anno MDCLXXVII dall'Accademia degli Oscuri e suo principe per la solennità di S. Niccolò loro protettore, in Arezzo, all'Insegna del Sole", 1678.